# مسابقات ژیمناستیک هنری زنان اروپا ۲۰۱۰
مسابقات ژیمناستیک هنری اروپا ۲۰۱۰ بیست و هشتمین دوره مسابقات ژیمناستیک هنری زنان اروپا است.
این مسابقات از ۲۸ آوریل تا ۲ مه ۲۰۱۰ در بیرمنگام، انگلستان در دو بخش بزرگسالان و جوانان برگزار شده است.

## جدول مدال‌ها

### بزرگسالان
| رتبه  | کشور           | طلا | نقره | برنز | مجموع |
| ۱     | روسیه          | ۲   | ۳    | ۱    | ۶     |
| ۲     | بریتانیای کبیر | ۲   | ۱    | ۰    | ۳     |
| ۳     | رومانی         | ۱   | ۰    | ۳    | ۴     |
| ۴     | فرانسه         | ۰   | ۱    | ۰    | ۱     |
| ۵     | اوکراین        | ۰   | ۰    | ۱    | ۱     |
| مجموع | مجموع          | ۵   | ۵    | ۵    | ۱۵    |

### جوانان
| رتبه  | کشور    | طلا | نقره | برنز | مجموع |
| ۱     | روسیه   | ۶   | ۳    | ۱    | ۱۰    |
| ۲     | رومانی  | ۱   | ۲    | ۲    | ۵     |
| ۳     | ایتالیا | ۰   | ۰    | ۲    | ۲     |
| ۳     | هلند    | ۰   | ۰    | ۱    | ۱     |
| مجموع | مجموع   | ۷   | ۵    | ۶    | ۱۸    |